# Ignacio Jorge García Aresca
Ignacio José Garcia Aresca (Córdoba, Argentina; 24 de agosto de 1969) es un político argentino del Partido Justicialista. Es Diputado de la Nación por Córdoba desde 2021.

## Biografía
García es licenciado en administración de empresas en la Universidad Argentina de la Empresa. Fue intendente de San Francisco, Córdoba, entre 2013 y 2021.
Fue electo Diputado de la Nación por Córdoba en las elecciones legislativas de 2021, en el segundo lugar de la lista Hacemos Unidos por Córdoba.

## Historial electoral
| Año  | Candidatura                       | Partido/Coalición                                | Elección     | votos   | Porcentaje       | Resultado                |
| ---- | --------------------------------- | ------------------------------------------------ | ------------ | ------- | ---------------- | ------------------------ |
| 2021 | Diputado de la Nación por Córdoba | Partido Justicialista/Hacemos Unidos por Córdoba | Legislativas | 491.969 | \| \| 24,99 % \| | Electo (2do lugar lista) |
|      | 24,99 %                           |                                                  |              |         |                  |                          |